# Euthyneura
Euthyneura zijn een infraklasse van slakken (Gastropoda).

## Taxonomie
De volgende taxa zijn bij de infraklasse ingedeeld:
- Familie Tjaernoeiidae Warén, 1991
- Subterklasse Acteonimorpha
- Subterklasse Ringipleura
- Subterklasse Tectipleura